# Julie Sommars
Juliana Edith „Julie“ Sommars (* 15. April 1940 in Fremont, Nebraska) ist eine US-amerikanische  Schauspielerin. Sie gewann 1970 für ihre Rolle als Jennifer Jo Drinkwater in The Governor and J.J. den Golden Globe Award und war 1990 für ihre Rolle als Julie March in Matlock für diesen nominiert. Bekanntheit erlangte sie auch durch ihre Rolle der Diane Darcy in Der tolle Käfer in der Rallye Monte Carlo von 1977.

## Leben
Sommars wurde 1940 als Tochter einer Schullehrerin und eines staatlichen Getreideinspekteurs in Fremont, Nebraska, als Julie Sergie Sommars geboren. Sie wuchs jedoch in Iowa und South Dakota auf. Ohne ihr Wissen trug der Vater sie für eine Talentsuche ein, sodass sie als 15-Jährige für die Hauptrolle im Film Die heilige Johanna (Saint Joan) vorsprach. Zwar bekam sie die Rolle nicht, aber sie gewann als Highschool-Absolventin den American Legion State Oratory Contest in allen (damals) 48 Bundesstaaten.
Nach dem Abschluss fuhr sie mit dem Greyhound-Bus nach Kalifornien, wo sie Reiten und Schwimmen unterrichtete und zeitgleich das San Bernardino Valley College besuchte. Dort trat sie auch im Stück Our Town auf, wodurch sie in einer Episode der Loretta Young Show die Rolle der Tochter von Loretta Young bekam. Der große Durchbruch gelang ihr jedoch erst mit ihrer Rolle in Ross Hunters Komödie The Pad and How to Use It von 1966. Von 1969 bis 1970 spielte sie schließlich die Hauptrolle in der Fernsehserie The Governor & J.J.
Insbesondere in den 1970er und 1980er Jahren war sie vor allem in verschiedenen amerikanischen Fernsehserien zu sehen und spielte in drei Kinofilmen, darunter auch Der tolle Käfer in der Rallye Monte Carlo, in dem sie an der Seite von Dean Jones und Don Knotts die weibliche Hauptrolle verkörperte.
Ihre bekannteste Rolle besetzte sie von 1987 bis 1991 in der Serie Matlock, die sie auf eigenen Wunsch verließ.
Von März 1999 bis März 2000 war sie öffentliches Mitglied der California Judicial Performance Commission sowie von 2000 bis 2003 öffentliches Mitglied des Board of Governors des Staates Kalifornien.

## Privates
Julie Sommars war viermal verheiratet. Seit 1983 ist sie mit dem Anwalt John Harris Karns verheiratet, mit dem sie in Los Angeles lebt. Sie hat drei Kinder.

## Filmografie (Auswahl)
- 1960: Ihr Star: Loretta Young (Letter to Loretta, Fernsehserie, Folge 7x22)
- 1960: Abenteuer unter Wasser (Sea Hunt, Fernsehserie, Folge 3x31)
- 1961: Outlaws (Fernsehserie, Folge 2x06)
- 1964: Das große Abenteuer (The Great Adventure, Fernsehserie, Folge 1x14)
- 1964: Bonanza (Fernsehserie, Folge 5x27 Überfall auf die Ponderosa)
- 1964: Sex and the College Girl
- 1964, 1966: Im Wilden Westen (Death Valley Days, Fernsehserie, 2 Folgen)
- 1964–1966: Rauchende Colts (Gunsmoke, Fernsehserie, 4 Folgen)
- 1965: Flipper (Fernsehserie, Folge 1x27 Flipper und die Boje)
- 1965: Perry Mason (Fernsehserie, Folge 8x24 Der Fall mit dem kranken Kätzchen)
- 1965: Entscheidung am Big Horn (The Great Sioux Massacre)
- 1965, 1966: Auf der Flucht (The Fugitive, Fernsehserie, 2 Folgen)
- 1965, 1967: Solo für O.N.C.E.L. (The Man from U.N.C.L.E., Fernsehserie, 2 Folgen)
- 1966: The Pad and How to Use It
- 1966: Renn Buddy Renn (Run, Buddy, Run, Fernsehserie, Folge 1x04)
- 1967: Invasion von der Wega (The Invaders, Fernsehserie, Folge 1x16)
- 1967–1969: FBI (The F.B.I., Fernsehserie, 3 Folgen)
- 1968: Mini-Max (Get Smart, Fernsehserie, Folge 3x26 Sind die Statuen echt?)
- 1968: Der Strafverteidiger (Judd, for the Defense, Fernsehserie, Folge 2x02)
- 1968: The Name of the Game (Fernsehserie, Folge 1x05)
- 1968: Die Leute von der Shiloh Ranch (The Virginian, Fernsehserie, Folge 7x13 Verliebe dich oft, verlobe dich selten)
- 1969: Lancer (Fernsehserie, Folge 1x25)
- 1969–1970: The Governor & J.J. (Fernsehserie, 39 Folgen)
- 1971: Five Desperate Women (Fernsehfilm)
- 1971, 1974: Ein Sheriff in New York (McCloud, Fernsehserie, 2 Folgen)
- 1972: Owen Marshall – Strafverteidiger (Owen Marshall: Counselor at Law, Fernsehserie, Folge 2x02)
- 1974: Thriller (Fernsehserie, Folge 3x02)
- 1974: Harry O (Fernsehserie, Folge 1x01)
- 1974: Detektiv Rockford – Anruf genügt (The Rockford Files, Fernsehserie, Folge 1x01 Der Vatermörder)
- 1974, 1979: Barnaby Jones (Fernsehserie, 2 Folgen)
- 1975: Die Zwei mit dem Dreh (Switch, Fernsehserie, Folge 1x01)
- 1976: Bronk (Fernsehserie, Folge 1x16)
- 1977: McMillan & Wife (Fernsehserie, Folge 6x04)
- 1977: Der tolle Käfer in der Rallye Monte Carlo (Herbie Goes to Monte Carlo)
- 1978, 1980: Fantasy Island (Fernsehserie, 2 Folgen)
- 1979: Colorado Saga (Centennial, Miniserie, Folge 1x11)
- 1979: Matt und Jenny – Abenteuer im Ahornland (Matt and Jenny, Fernsehserie, Folge 1x11)
- 1980: Beyond Westworld (Fernsehserie, Folge 1x05)
- 1982: Magnum (Magnum, P.I., Fernsehserie, Folge 2x17 Agentenspiele)
- 1982: Die Chaotenkneipe (Waitress!)
- 1983: Emergency Room (Fernsehfilm)
- 1984: Caulfields Witwen – Ein Duo mit Charme (Partners in Crime, Fernsehserie, Folge 1x04)
- 1987–1994: Matlock (94 Folgen)
- 1991: Perry Mason und der gläserne Sarg (Perry Mason: The Case of the Glass Coffin, Fernsehfilm)
- 1994: Diagnose: Mord (Diagnosis: Murder, Fernsehserie, Folge 1x18 Die Waffe heißt Pest)